# Ruda (Starachowice)
Pour les articles homonymes, voir Ruda.
Ruda est une localité polonaise de la gmina de Brody, située dans le powiat de Starachowice en voïvodie de Sainte-Croix.